# 自由站 (巴黎地鐵)
自由站（法語：Liberté）是巴黎地鐵的一個車站。自由站位於沙朗通勒蓬，是巴黎地鐵8號線的車站，開通於1942年10月5日。車站的站名來自於附近的自由路。

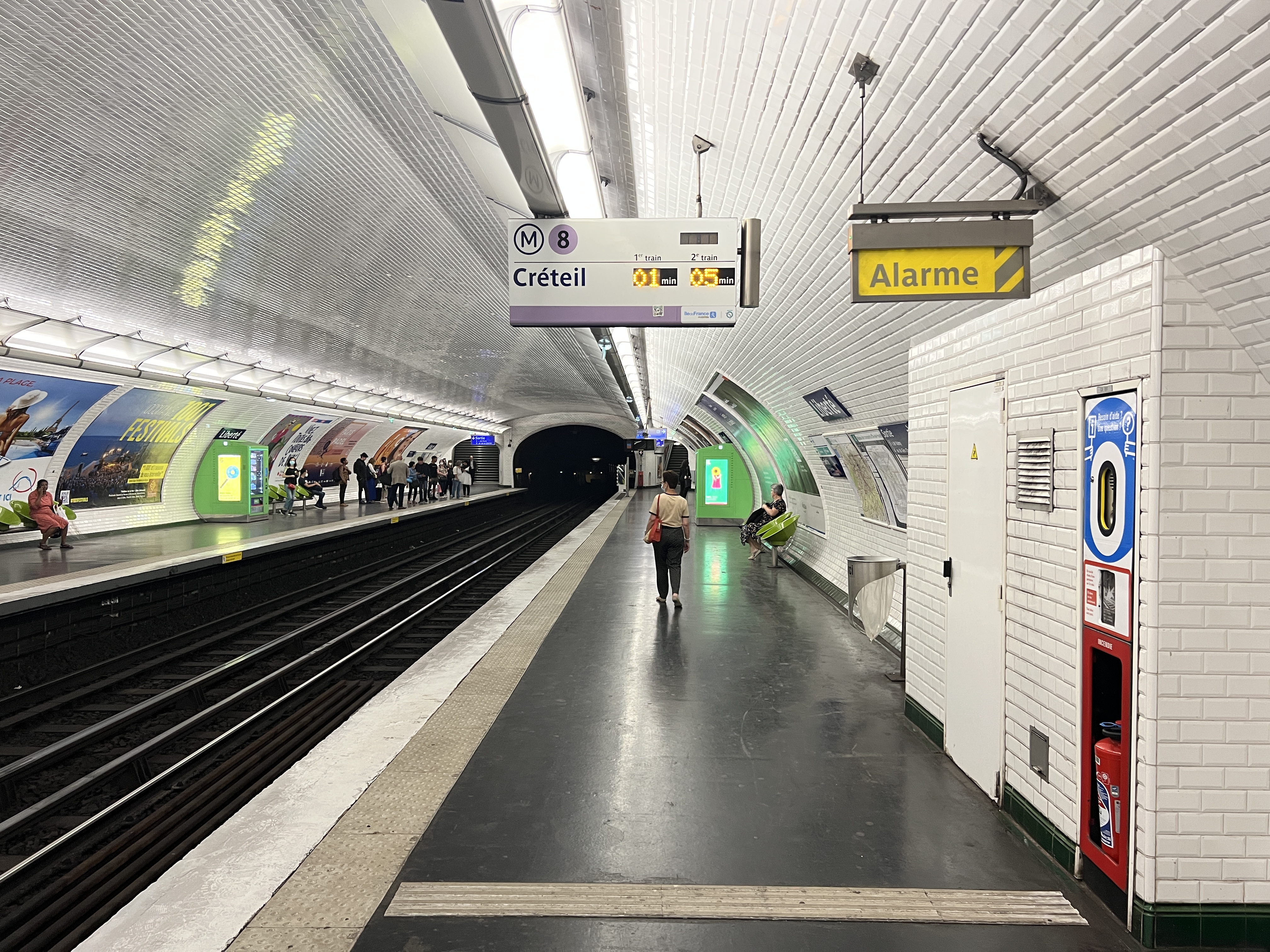
月台（2022年7月）

## 車站結構
| 街道層 |                    |                        |
| B1     | 月台連接夾層       |                        |
| 月台層 | 側式月台，右側開門 | 側式月台，右側開門     |
| 月台層 | 往巴拉             | 往巴拉（沙朗通門）     |
| 月台層 | 往湖之角           | 往湖之角（沙朗通學校） |
| 月台層 | 側式月台，右側開門 |                        |